# Cancricepon xanthi
Cancricepon xanthi är en kräftdjursart som först beskrevs av Richardson 1910.  Cancricepon xanthi ingår i släktet Cancricepon och familjen Bopyridae. Inga underarter finns listade i Catalogue of Life.